# Prien (rivière)
La Prien est une rivière principalement dans l'arrondissement de Rosenheim, le district de Haute-Bavière, et l'un des plus longs torrents des Alpes bavaroises.

## Géographie
La Prien prend sa source au sud du Spitzstein à près de 1 149 m d'altitude près du Goglalm dans la commune d'Erl dans le Tyrol, près de la frontière avec la Bavière. Seule une partie relativement petite du bassin versant  se trouve du côté autrichien.
Le plan d'eau s'écoule initialement vers le village de Sachrang dans la municipalité bavaroise d'Aschau im Chiemgau. De là, il s'étend du nord au nord-est à travers une vallée de montagne peu profonde à côté de la Staatsstraße 2093. Après Aschau même, la vallée s'élargit et les chaînes de montagnes se terminent à droite et à gauche. De là, la Prien fait un détour vers le nord-ouest jusqu'à proximité de Frasdorf, où l'A 8 traverse la rivière, qui se déplace ensuite à nouveau vers le nord-nord-est, maintenant dans des vallées sinueuses à travers un petit paysage vallonné.
Après avoir traversé la plus grande commune sur ses rives, Prien am Chiemsee, elle se plie finalement vers l'est et coule à l'est du centre de la municipalité de Rimsting dans le Chiemsee.
La Prien est le deuxième plus grand affluent du lac de Chiemsee après la Großache.

## Affluents
De la source à l'embouchure du Chiemsee. Liste non exhaustive.
- Talgraben (droite), près d'Aschau im Chiemgau-Berg
- Schwarzenbach (gauche), près d'Aschau-Huben
- Schachner Graben (droite), juste avant le suivant
- Kohlstätter Bach (gauche), près d'Aschau-Innerwald
- Niedersberg-Graben (gauche), au début d'Aschau-Grattenbach
- Grattenbach (droite), ) Grattenbach
- Weißenbach ou Klausenbach (gauche), au bout de Grattenbach
- Wildgraben (gauche), avant Aschau-Stein
- Oberbach (gauche), en face d'Aschau-Hainbach
- Klausgraben(gauche), près de Hainbach
- Schoßbach (gauche), près d'Aschau-Schloßrinn
- Floderbach (gauche), près d'Aschau-Einfang
- Wasserthalgraben (droite), à Aschau-Bach
- Steinbach (gauche), à Aschau-Hammerbach
- Zellgraben (gauche), à Aschau-Weidachwies
- Beerbach (droite), près d'Aschau-Hohenaschach
- Fuchsluger Bach (droite), au début d'Aschau-Aufham
- Lochgraben (droite), à Aufham
- Hammerbach (gauche), à Aschau
- Schindelbach (gauche), après Aschau-Grünwald
- Schafelbach (droite)
- Ebnater Achen (gauche), près de Frasdorf
- Giebinger Graben (droite), en face de Frasdorf-Wildenwart ; est le courant frontalier entre Bernau am Chiemsee à gauche et Prien am Chiemsee à droite
- Strattener Bach (gauche), près de Prien-Siggenham
- Bahngraben (gauche), près de Rimsting-Westernach